# 9 يوليو
- السبت
- الأحد
- الاثنين
- الثلاثاء
- الأربعاء
- الخميس
- الجمعة

- 283 محرم 1447  هـ
- 294 محرم 1447  هـ
- 305 محرم 1447  هـ
- 16 محرم 1447  هـ
- 27 محرم 1447  هـ
- 38 محرم 1447  هـ
- 49 محرم 1447  هـ
- 510 محرم 1447  هـ
- 611 محرم 1447  هـ
- 712 محرم 1447  هـ
- 813 محرم 1447  هـ
- 914 محرم 1447  هـ
- 1015 محرم 1447  هـ
- 1116 محرم 1447  هـ
- 1217 محرم 1447  هـ
- 1318 محرم 1447  هـ
- 1419 محرم 1447  هـ
- 1520 محرم 1447  هـ
- 1621 محرم 1447  هـ
- 1722 محرم 1447  هـ
- 1823 محرم 1447  هـ
- 1924 محرم 1447  هـ
- 2025 محرم 1447  هـ
- 2126 محرم 1447  هـ
- 2227 محرم 1447  هـ
- 2328 محرم 1447  هـ
- 2429 محرم 1447  هـ
- 2530 محرم 1447  هـ
- 261 صفر 1447  هـ
- 272 صفر 1447  هـ
- 283 صفر 1447  هـ
- 294 صفر 1447  هـ
- 305 صفر 1447  هـ
- 316 صفر 1447  هـ
- 17 صفر 1447  هـ

9 يوليو أو 9 تمُّوز أو 9 يوليه أو يوم 9 \ 7 (اليوم التاسع من الشهر السابع) هو اليوم التسعون بعد المئة (190) من السنوات البسيطة، أو اليوم الحادي والتسعون بعد المئة (191) من السنوات الكبيسة وفقًا للتقويم الميلادي الغربي (الغريغوري). يبقى بعده 175 يوما لانتهاء السنة.

## أحداث
- 551 - وقوع زلزال بيروت، تسبب هذا الزلزال الكبير بتسونامي مدمر وصل تأثيره إلى المدن الساحلية في فينيقيا البيزنطية، قدر عدد القتلى في بيروت لوحدها بـ 30000 شخص.
- 711 - القائد طارق بن زياد ينجح في السيطرة على شمال إسبانيا في بداية الفتح الإسلامي لشبه جزيرة أيبيريا.
- 1816 - استقلال الأرجنتين عن إسبانيا.
- 1850 - ميلارد فيلمور يتولى رئاسة الولايات المتحدة بعد وفاة الرئيس زكاري تايلور.
- 1900 - الملكة فيكتوريا تقر مرسوم ملكي يقضي بإنشاء الكومنويلث الأسترالي، وهو المرسوم الذي أقر توحيد المستعمرات المتواجدة القارة الأسترالية وجعلها تحت حكومة فيدرالية واحدة.
- 1944 - القوات الكندية / البريطانية تحرر مدينة كان الفرنسية في إطار المعارك التي وقعت عقب إنزال الحلفاء في النورماندي.
- 1948 ، بداية تنفيذ عملية ديكل، التي احتل الجيش الإسرائيلي خلالها مناطق واسعة في الجليل الغربي والجليل الأسفل بما فيها الناصرة وشفا عمرو.
- 1952 - استقالة حكومة نوري السعيد في العراق.
- 1963 - تأسيس الاتحاد الماليزي الذي ضم مجموعة من الجزر التي كانت خاضعة للاحتلال البريطاني قبل استقلالها لتشكل دولة ماليزيا الاتحادية.
- 1991 - عودة جنوب أفريقيا إلى عضوية اللجنة الأولمبية الدولية بعد طردها منها قبل ثلاثين سنة.
- 2002 - تأسيس المقر الجديد للاتحاد الأفريقي في أديس أبابا الذي حل محل منظمة الوحدة الأفريقية.
- 2003 - إطلاق النسخة العربية من ويكيبيديا.
- 2004 - محكمة العدل الدولية تقر بعدم شرعية الجدار الفاصل الذي بنته إسرائيل في الضفة الغربية.
- 2006 - المنتخب الإيطالي يتغلب على المنتخب الفرنسي بالركلات الترجيحية ويستحوذ على كأس العالم لكرة القدم بنسخته الثامنة عشر.
- 2007 - تفجير انتحاري في ناحية آمرلي في وسط العراق شمال بغداد أدى إلى مقتل أكثر من 150 وإصابة 255 أخرين جميعهم من التركمان الشيعة.
- 2011 - الإعلان عن استقلال جنوب السودان عن السودان الموحد، وسيلفا كير يؤدي اليمين رئيسًا لها، ويأتي الاستقلال نتيجة تصويت سكان الجنوب في استفتاء تقرير المصير والذي أجري في الفترة من 9 إلى 15 يناير 2011.
- 2017 - الجيش العراقي يعلن عن استعادة مدينة الموصل بالكامل من قبضة تنظيم داعش.
- 2020 - عدد الإصابات المؤكدة بجائحة كورونا يتخطّى حاجز 12 مليون شخص حول العالم، من بينهم أكثر من 548 ألف حالة وفاة وحوالي ستة ملايين و 561 ألف حالة تماثلت للشفاء.

## مواليد
- 1879 - كارلوس شاغاس، طبيب برازيلي.
- 1894 - بيوتر كابيتسا، عالم فيزياء روسي حاصل على جائزة نوبل في الفيزياء عام 1978.
- 1894 - روبي موزلي هولين، قاضٍ أمريكي.
- 1911 - جون أرتشيبالد ويلر، عالم فيزياء أمريكي.
- 1916 - إدوارد هيث، رئيس وزراء المملكة المتحدة.
- 1917 - حسين صدقي، ممثل مصري.
- 1926 - بن روي موتيلسون، عالم فيزياء دنماركي حاصل على جائزة نوبل في الفيزياء عام 1975.
- 1929 - الملك الحسن الثاني، ملك المغرب.
- 1932 - دونالد رامسفيلد، وزير دفاع أمريكي.
- 1934 - ميشايل غرافيس، معماري أمريكي.
- 1940
  - محي الدين عبد المحسن، ممثل مصري.
  - مصطفى المالكي، سياسي فلسطيني.
- 1947 - أو جاي سيمبسون، لاعب كرة قدم أمريكية وممثل أمريكي.
- 1948 -
  - محمد المنصور، ممثل كويتي.
  - حسن ويرايودا، وزير خارجية إندونيسيا.
- 1950 - فيكتور يانكوفيتش، رئيس أوكرانيا.
- 1951 - كريس كوبر، ممثل أمريكي.
- 1954 - تيوفيل أبيغا، لاعب كرة قدم كاميروني.
- 1955 -
  - جيمي سميتس، ممثل أمريكي.
  - ستيف كوبل، لاعب ومدرب كرة قدم إنجليزي.
- 1956 - توم هانكس، ممثل أمريكي.
- 1959 - كيفين ناش، مصارع وممثل أمريكي.
- 1964 - جانلوكا فيالي، لاعب ومدرب كرة قدم إيطالي.
- 1965 - يون كوغا، رسامة مانغا يابانية.
- 1968 - باولو دي كانيو، لاعب كرة قدم إيطالي.
- 1976 - محمد الوادي، ممثل كويتي.
- 1981 - صالح مهدي، حارس مرمى كرة قدم كويتي.
- 1985 - أشلي يونغ، لاعب كرة قدم إنجليزي.
- 1990 -
  - فابيو بيريرا داسيلفا، لاعب كرة قدم برازيلي.
  - رافاييل بيريرا داسيلفا، لاعب كرة قدم برازيلي.
- 1991 - ميتشل موسو، ممثل ومغني الأمريكي.

## وفيات
- 518 - أناستاسيوس الأول، إمبراطور الإمبراطورية البيزنطية.
- 1706 - سيور د إبرفيل، بحار ومستكشف فرنسي.
- 1746 - الملك فيليب الخامس، ملك إسبانيا.
- 1797 - إدموند بيرك، مفكر سياسي أيرلندي.
- 1850 - زكاري تايلور، رئيس الولايات المتحدة.
- 1856 - أميديو أفوجادرو، عالم فيزياء إيطالي.
- 1958 - محمد أمين زكي، كاتب ومؤرخ عراقي كردي.
- 1998 - نور الهدى، فنانة لبنانية.
- 2001 - عبد العزيز فهد المساعيد، سياسي وإعلامي كويتي.
- 2006 - عبد المنعم مدبولي، ممثل مصري.
- 2009 - مهدي آذر اليزدي، كاتب قصصي وشاعر إيراني.
- 2015 - سعود الفيصل وزير خارجية سعودي.
- 2021 - جيهان السادات، سيدة أولى مصرية سابقة.

## أعياد ومناسبات
- عيد ميلاد ويكيبيديا العربية.
- عيد الاستقلال في الأرجنتين.
- عيد الاستقلال في جنوب السودان.
- يوم الدستور في بالاو.

## وصلات خارجية
- وكالة الأنباء القطريَّة: حدث في مثل هذا اليوم.
- النيويورك تايمز: حدث في مثل هذا اليوم.
- BBC: حدث في مثل هذا اليوم.